# Brandiskirchen
Brandiskirchen ist eine Wüstung und ein Bodendenkmal der Stadt Saalfeld/Saale im Landkreis Saalfeld-Rudolstadt in Thüringen.

## Geschichte
Die im Jahr 1370 erwähnten 14 Wüstungen, darunter Brandiskirchen, hatten folgenden Werdegang: im 12. Jahrhundert ließ der Abt des Benediktinerklosters von Saalfeld bei der Siedlung Poppersdorf eine Wallfahrtskirche errichten. Bereits 1454 war das Dorf eine Wüstung. Die St.-Brandis-Kirche aber wurde als Wallfahrtskirche genutzt. Nach der Auflösung des Klosters fiel die Kirche in Vergessenheit. Erst 1924 entdeckte man die Grundmauern und ließ sie freilegen. Von 2001 bis 2002 wurden sie restauriert und zum Bodendenkmal erklärt.